# 科弗特冰川
77°54′S 163°4′E / 77.900°S 163.067°E
科弗特冰川（英語：Covert Glacier）是南極洲的冰川，位於維多利亞地的斯科特海岸，處於皇家學會嶺地區，流經皮爾索爾嶺和斯托納峰，現時由南極條約體系管理。